# 维克 (阿列省)
维克（法語：Vicq，法語發音：[vik]）是法国阿列省的一个市镇，位于该省南部，属于维希区。

## 地理
维克（46°8'49"N, 3°5'32"E）面积13.25 平方千米，位于法国奥弗涅-罗讷-阿尔卑斯大区阿列省，该省份为法国中部省份，北起涅夫勒省、西北接谢尔省，西南至克勒兹省，南至多姆山省，东南临卢瓦尔省，东临索恩-卢瓦尔省。
与维克接壤的市镇（或旧市镇、城区）包括：埃布勒伊、纳沃、圣博内德罗什福尔、叙萨、瓦利尼亚。

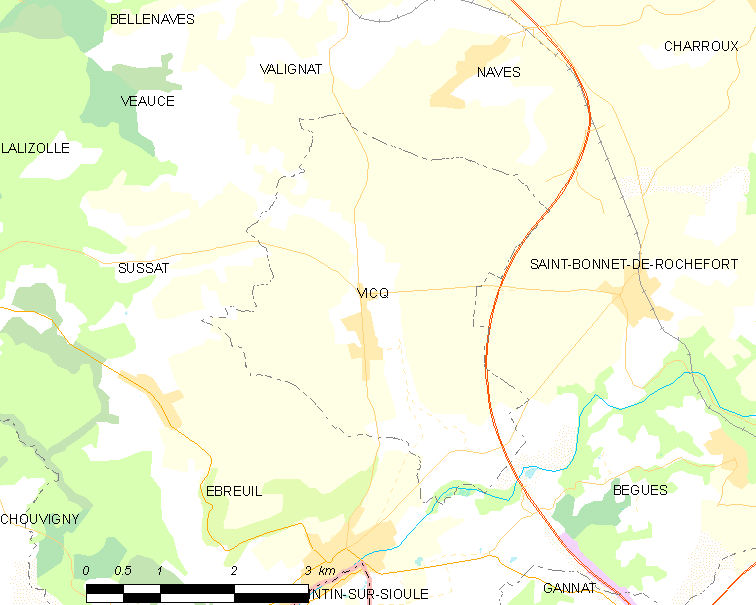
的OSM定位图

维克的时区为UTC+01:00、UTC+02:00（夏令时）。

## 行政
维克的邮政编码为03450，INSEE市镇编码为03311。

## 政治
维克所属的省级选区为加纳县。

## 人口

1962-2008年间人口变化图示

维克于2022年1月1日时的人口数量为294人。